# UASC A15-Klasse
Die  UASC A15-Klasse ist eine Klasse von ULCS-Containerschiffen. Sie entstanden zwischen 2014 und 2017 für die in Kuwait ansässige United Arab Shipping Company (UASC) und gehören mittlerweile zur Flotte von Hapag-Lloyd.

## Geschichte

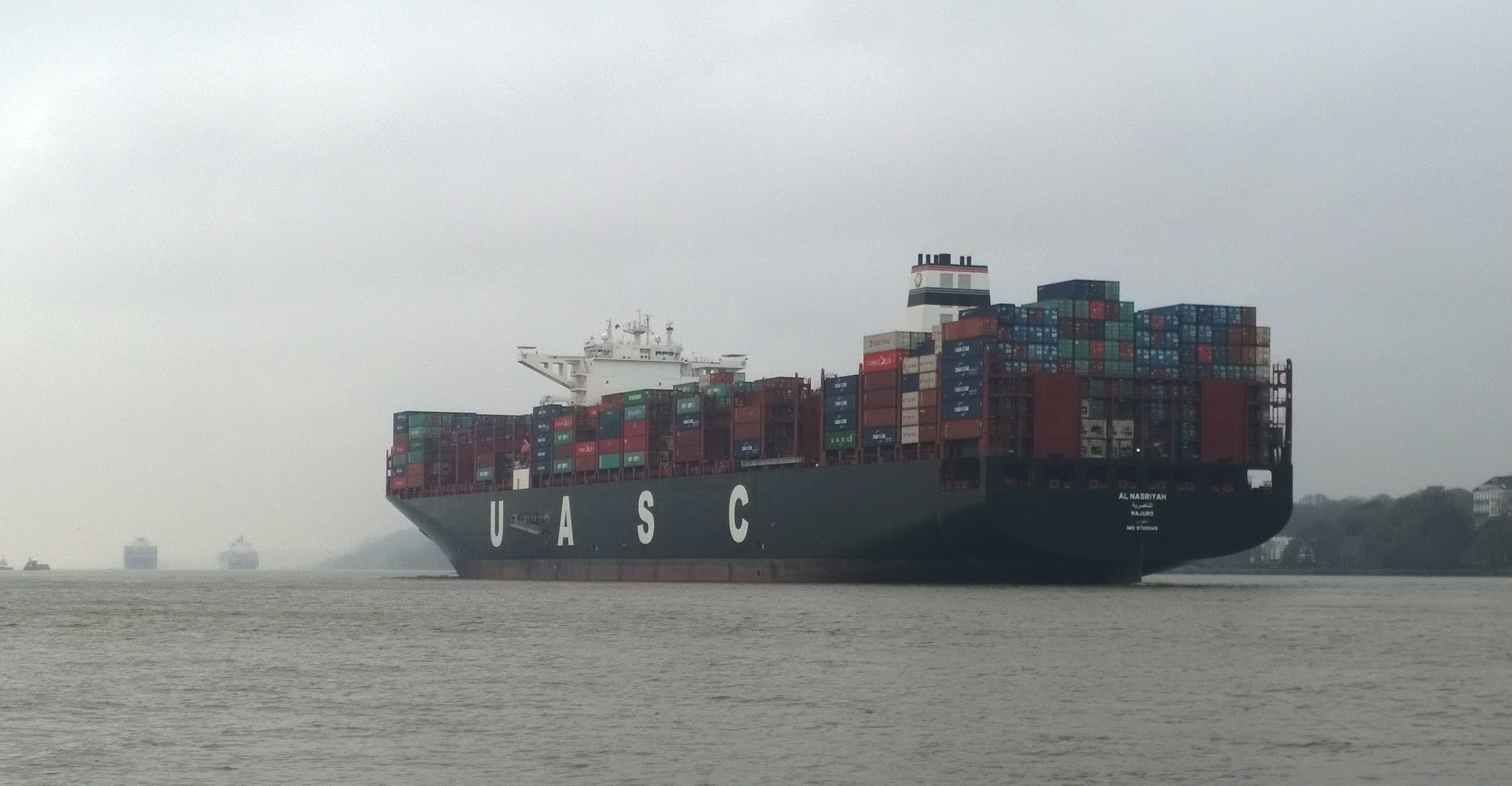
Die Al Nasriyah ausgehend Hafen Hamburg

Die von UASC in Auftrag gegebene Baureihe wurde von 2014 bis 2017 von den südkoreanischen Werften Hyundai Heavy Industries (HHI) und Hyundai Samho Heavy Industries (HSHI) gebaut und umfasst elf Einheiten. Alle Schiff der Klasse werden im Liniendienst zwischen Europa und Ostasien eingesetzt. Die Schiffe kosten etwa 125 Millionen US-Dollar pro Einheit.
Durch die Fusion von UASC mit Hapag-Lloyd gelangten die Schiffe im Jahr 2017 an Hapag-Lloyd.

## Technik

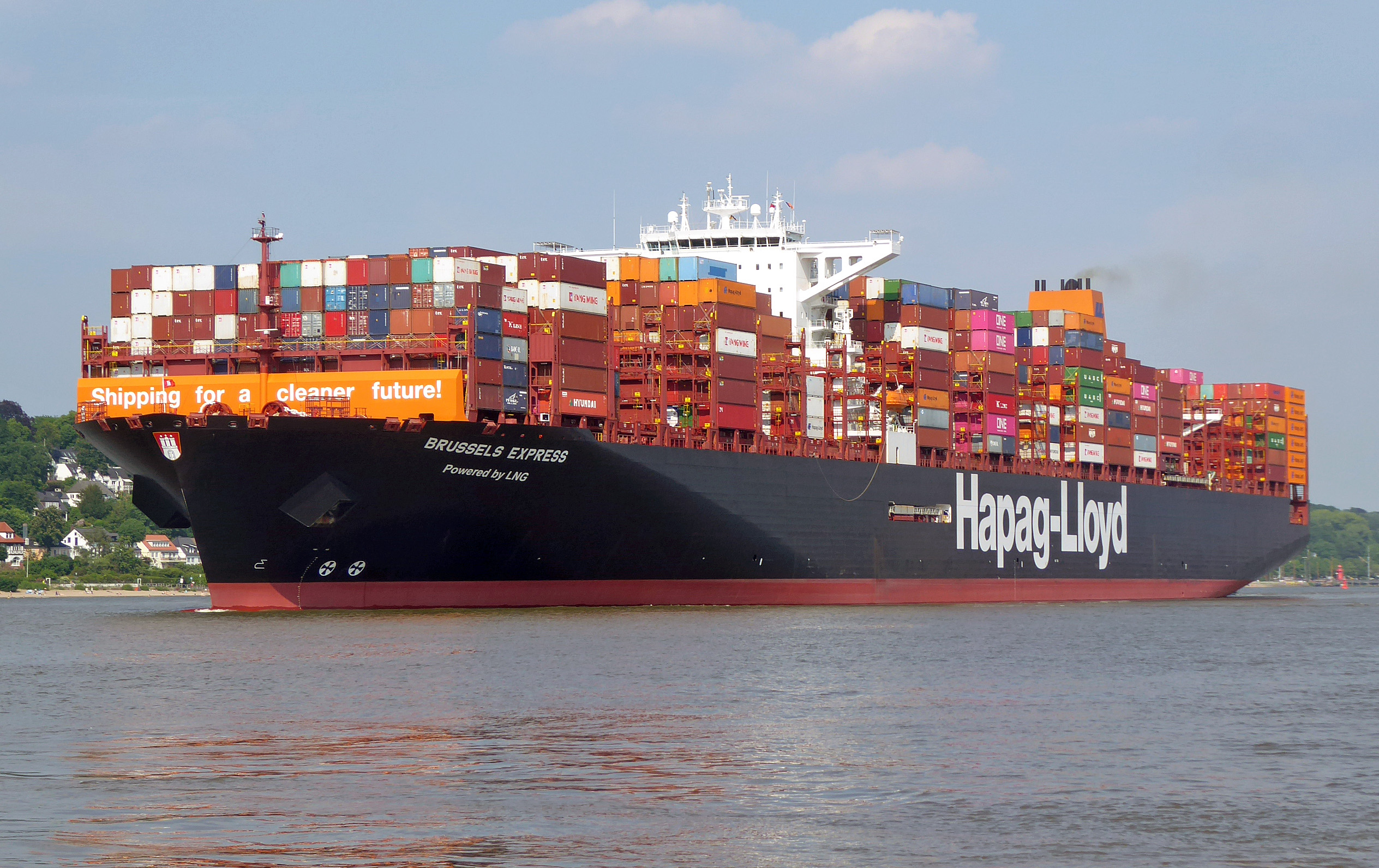
Die auf LNG-Betrieb umgerüstete Brussels Express 2021 in Hamburg

Schiffbaulich sind die beim DNV klassifizierten A15-Schiffe wie die Mehrzahl der schon in Betrieb befindlichen ULCS-Baureihen ausgelegt. Das Deckshaus ist etwa am Ende des vorderen Schiffsdrittels angeordnet, was einen verbesserten Sichtstrahl und somit eine höhere vordere Decksbeladung ermöglicht, während Schornstein und Maschinenanlage im hinteren Drittel liegen. Die Bunkertanks sind unterhalb des Aufbaus angeordnet; sie erfüllen die einschlägigen MARPOL-Vorschriften. Die Laderäume der Schiffe werden mit Pontonlukendeckeln verschlossen. Die maximale Containerkapazität wird mit 15.000 TEU angegeben. Weiterhin sind Anschlüsse für Integral-Kühlcontainer vorhanden. Die An- und Ablegemanöver werden durch zwei Bugstrahlruder unterstützt.
Der Antrieb der Schiffe besteht jeweils aus einem bei Hyundai in Lizenz gebauten Neunzylinder-Zweitakt-Dieselmotor des Typs MAN B&W 9S90ME-C10.2, der auf einen einzelnen Festpropeller wirkt. Die Hauptmotoren sind für den Betrieb mit LNG als Treibstoff ausgelegt. Die Schiffe sollen den Energy Efficiency Design Index der IMO erfüllen.
2018 schloss Hapag-Lloyd mit Huarun Dadong Dockyard Co. in Shanghai einen Vertrag zur Umrüstung des Antriebs der Sajir auf LNG-Betrieb. Der Umbau erfolgte ab September 2020. Nach Abschluss des Umbaus wurde das Schiff in Brussels Express umbenannt.

## Die Schiffe

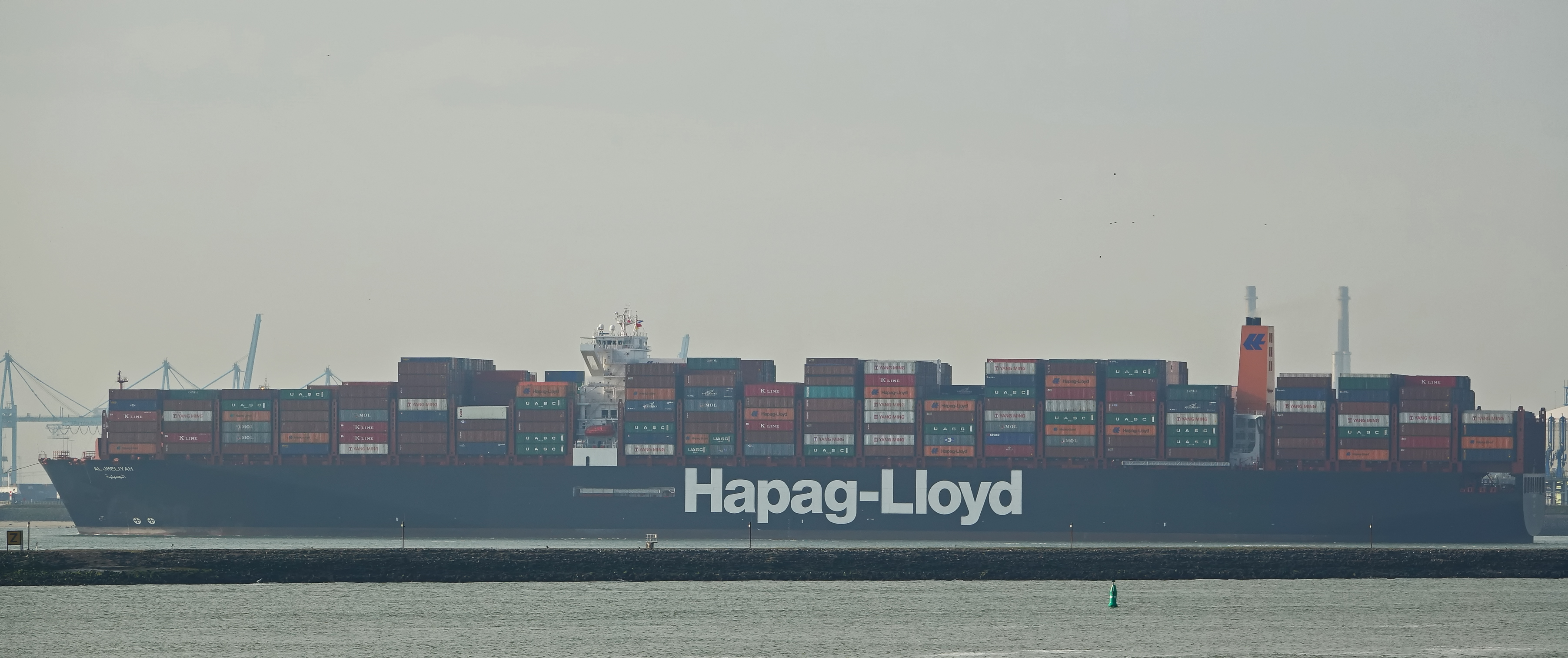
Die Al Jmeliyah

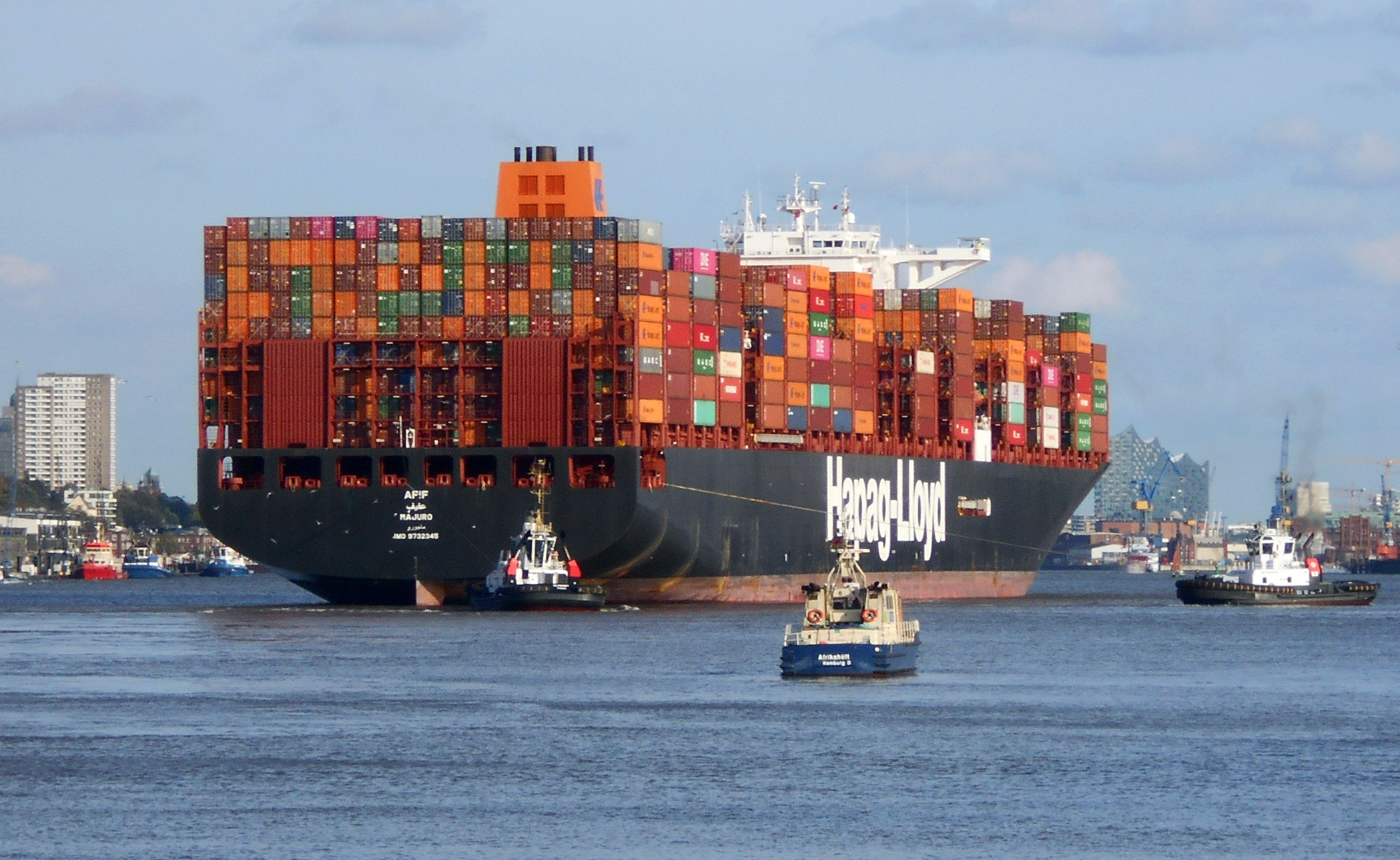
Afif in Hapag-Lloyd-Farben

| UASC A15-Klasse                             | UASC A15-Klasse     | UASC A15-Klasse | UASC A15-Klasse                                    | UASC A15-Klasse            | UASC A15-Klasse |
| Bauname                                     | Bauwerft/ Baunummer | IMO- Nummer     | Kiellegung Stapellauf Ablieferung                  | Umbenennungen und Verbleib |                 |
| ------------------------------------------- | ------------------- | --------------- | -------------------------------------------------- | -------------------------- | --------------- |
| Sajir                                       | HHI/2714            | 9708784         | 2. Juni 2014 26. September 2014 4. Dezember 2014   | 2021 Brussels Express      |                 |
| Al Murabba                                  | HSHI/S737           | 9708837         | 29. Juli 2014 1. November 2014 2. Januar 2015      | so in Fahrt                |                 |
| Salahuddin                                  | HHI/2715            | 9708796         | 21. Juli 2014 14. November 2014 8. Februar 2015    | so in Fahrt                |                 |
| Linah                                       | HHI/2716            | 9708801         | 18. November 2014 27. Februar 2015 20. Mai 2015    | so in Fahrt                |                 |
| Al Nasriyah                                 | HSHI/S738           | 9708849         | 22. April 2015 16. Juli 2015 1. Oktober 2015       | so in Fahrt                |                 |
| Al Dhail                                    | HSHI/S739           | 9732307         | 20. Juli 2015 31. Oktober 2015 20. Januar 2016     | so in Fahrt                |                 |
| Al Mashrab                                  | HSHI/S740           | 9732319         | 8. September 2015 12. Dezember 2015 4. März 2016   | so in Fahrt                |                 |
| Al Jasrah                                   | HSHI/S741           | 9732321         | 2. November 2015 25. Januar 2016 2. Mai 2016       | so in Fahrt                |                 |
| Umm Qarn                                    | HSHI/S742           | 9732333         | 15. Dezember 2015 5. März 2016 17. Juni 2016       | so in Fahrt                |                 |
| Afif                                        | HSHI/S743           | 9732345         | 23. Dezember 2015 14. Mai 2016 27. Juni 2017       | so in Fahrt                |                 |
| Al Jmeliyah                                 | HSHI/S744           | 9732357         | 24. Dezember 2015 18. Juni 2016 28. September 2017 | so in Fahrt                |                 |
| Daten: Equasis Lloyd’s Register of Shipping |                     |                 |                                                    |                            |                 |